# Włochy na Mistrzostwach Europy w Lekkoatletyce 2010
Włochy na Mistrzostwach Europy w Lekkoatletyce 2010 – reprezentacja Włoch podczas zawodów liczyła 73 zawodników: 29 kobiet oraz 44 mężczyzn.

## Występy reprezentantów Włoch

### Mężczyźni
- Bieg na 100 m
  - Simone Collio
  - Emanuele Di Gregorio
  - Fabio Cerutti
  - (oraz: Giovanni Tomasicchio)

- Bieg na 200 m
  - Matteo Galvan

- Bieg na 400 m
  - Marco Vistalli
  - Andrea Barberi
  - Claudio Licciardello

- Bieg na 800 m
  - Giordano Benedetti
  - Lukas Rifesser
  - Mario Scapini

- Bieg na 1500 m
  - Christian Obrist

- Bieg na 5000 m
  - Stefano La Rosa
  - Daniele Meucci

- Bieg na 10 000 m
  - Andrea Lalli
  - Daniele Meucci

- Maraton
  - Stefano Baldini
  - Ruggero Pertile
  - Denis Curzi
  - Migidio Bourifa
  - Daniele Caimmi
  - Ottaviano Andriani

- Bieg na 110 m przez płotki
  - Stefano Tedesco

- Bieg na 400 m przez płotki
  - Giacomo Panizza

- Chód na 20 km
  - Alex Schwazer
  - Ivano Brugnetti

- Chód na 50 km
  - Alex Schwazer
  - Marco De Luca

- Skok wzwyż
  - Filippo Campioli
  - Marco Fassinotti
  - Silvano Chesani

- Skok o tyczce
  - Giuseppe Gibilisco
  - Giorgio Piantella

- Skok w dal
  - Andrew Howe
  - Emanuele Formichetti
  - Stefano Tremigliozzi

- Trójskok
  - Fabrizio Donato
  - Fabrizio Schembri
  - Daniele Greco

- Rzut młotem
  - Nicola Vizzoni

- Sztafeta 4 × 100 m
  - Maurizio Checcucci, Simone Collio, Emanuele Di Gregorio, Roberto Donati oraz Jacques Riparelli, Giovanni Tomasicchio

- Sztafeta 4 × 400
  - Andrea Barberi, Domenico Fontana, Luca Galletti, Matteo Galvan oraz Claudio Licciardello, Marco Vistalli

### Kobiety
- Bieg na 100 m
  - Manuela Levorato

- Bieg na 200 m
  - Giulia Arcioni

- Bieg na 400 m
  - Libania Grenot
  - Marta Milani

- Bieg na 800 m
  - Elisa Cusma
  - Daniela Reina

- Bieg na 1500 m
  - Elisa Cusma

- Bieg na 5000 m
  - Elena Romagnolo

- Bieg na 10 000 m
  - Federica Dal Rì

- Maraton
  - Rosaria Console
  - Anna Incerti
  - Deborah Toniolo

- Bieg na 100 m przez płotki
  - Marzia Caravelli

- Bieg na 400 m przez płotki
  - Manuela Gentili

- Chód na 20 km
  - Sibilla Di Vincenzo

- Skok wzwyż
  - Antonietta Di Martino
  - Raffaella Lamera

- Skok o tyczce
  - Elena Scarpellini

- Pchnięcie kulą
  - Chiara Rosa

- Rzut dyskiem
  - Laura Bordignon

- Rzut młotem
  - Silvia Salis

- Sztafeta 4 × 100 m
  - Audrey Alloh, Giulia Arcioni, Martina Giovanetti, Tiziana Grasso oraz Manuela Levorato, Jessica Paoletta

- Sztafeta 4 × 400 m
  - Chiara Bazzoni, Marta Milani, Maria Enrica Spacca, Libania Grenot oraz  Elena Maria Bonfanti, Daniela Reina